# NGC 7652
NGC 7652 (другие обозначения — PGC 71402, ESO 148-11, AM 2322-580) — спиральная галактика (Sa) в созвездии Тукан.
Этот объект входит в число перечисленных в оригинальной редакции «Нового общего каталога».